# Variazioni territoriali e amministrative delle Marche
Questa pagina riassume le variazioni territoriali e amministrative delle Marche dal 1852.
Viene fatto cenno anche alle proposte di distacco-aggregazione di comuni che interessano o hanno interessato le Marche.

## Antecedenti storici
Al pari delle altre regioni italiane a statuto ordinario, le Marche esistono come regione politica solo dal 1970. In età pontificia l'area geografica fu organizzata in diverse entità amministrative autonome dello Stato della Chiesa. Con l'avvento della Repubblica Romana prima e del Regno d'Italia napoleonico poi, la regione fu suddivisa nei dipartimenti del Metauro a nord, del Musone al centro e del Tronto a sud, ricevendo un assetto territoriale simile a quello definitivo, con l'importante eccezione del vasto territorio di Gubbio incluso nel dipartimento del Metauro. La Restaurazione e le riorganizzazione amministrative di Pio VII (1816) e Gregorio XVI (1831) diedero alle Marche la conformazione con la quale il 19 settembre 1860 entrarono per plebiscito nell'Italia unita. In particolare il motu proprio di Pio VII del 6 luglio 1816 aveva aggregato alla regione l'Alta Valmarecchia, scorporandola dalla Romagna e dandole una collocazione amministrativa che sarebbe venuta meno solo nel 2009. Il 22 novembre 1850, infine, un editto di Pio IX riunì le province marchigiane nella II Legazione pontificia (Legazione delle Marche).

## 1852
Il territorio delle Marche preunitarie subì ancora una variazione il 5 aprile 1852, in esecuzione di un trattato di ridefinizione dei confini stipulato anni prima (26 settembre 1840) fra lo Stato Pontificio e il Regno delle Due Sicilie. La modifica più importante fu la cessione del comune di Ancarano, trasferito dalla delegazione di Ascoli alla provincia napoletana d'Abruzzo Ulteriore I.

## 1860
Al momento del loro ingresso nel Regno d'Italia le Marche si presentavano suddivise in sei delegazioni apostoliche: Ancona, Ascoli Piceno, Camerino, Fermo, Macerata, Urbino e Pesaro. Il governo piemontese dispose alcune notevoli variazioni, regolando i confini con la vicina Umbria e riorganizzando le province, che furono ridotte a quattro. Le modifiche più significative furono la cessione di Gubbio, giustificata dalla posizione geografica transappenninica e dalla breve distanza da Perugia, e la soppressione della provincia di Fermo nella prospettiva di un'unione (mai realizzata) con l'Abruzzo settentrionale. Nel complesso il decreto Minghetti (22 dicembre 1860) puntò a un riequilibrio delle dimensioni delle circoscrizioni provinciali, attuato tramite diversi scambi di territorio. Al posto delle province soppresse furono mantenuti due circondari (circondario di Camerino e circondario di Fermo), cui si aggiunse quello di Urbino creato ex novo.

### Variazioni territoriali
| Territorio | Comune    | Comune                                 | Superficie | Dalla regione          | Alla regione    |
| ---------- | --------- | -------------------------------------- | ---------- | ---------------------- | --------------- |
| Eugubino   |           | Costacciaro                            | 630 km²    | Marche Urbino e Pesaro | Umbria Perugia  |
| Eugubino   | Gubbio    |                                        | 630 km²    | Marche Urbino e Pesaro | Umbria Perugia  |
| Eugubino   | Pascelupo |                                        | 630 km²    | Marche Urbino e Pesaro | Umbria Perugia  |
| Eugubino   | Scheggia  |                                        | 630 km²    | Marche Urbino e Pesaro | Umbria Perugia  |
| Vissano    |           | Visso Castelsantangelo sul Nera Ussita | 226 km²    | Umbria Perugia         | Marche Macerata |

### Variazioni amministrative
| Territorio   | Comune o provincia    | Comune o provincia    | Superficie | Dalla provincia di | Alla provincia di |
| ------------ | --------------------- | --------------------- | ---------- | ------------------ | ----------------- |
| Camerte      | Provincia di Camerino | Provincia di Camerino | 834 km²    | Camerino           | Macerata          |
| Fabrianese   |                       | Fabriano              | 547 km     | Macerata           | Ancona            |
| Fabrianese   | Cerreto d'Esi         |                       | 547 km     | Macerata           | Ancona            |
| Fabrianese   | Genga                 |                       | 547 km     | Macerata           | Ancona            |
| Fabrianese   | Sassoferrato          |                       | 547 km     | Macerata           | Ancona            |
| Fabrianese   | Serra San Quirico     |                       | 547 km     | Macerata           | Ancona            |
| Fermano      | Provincia di Fermo    | Provincia di Fermo    | 880 km²    | Fermo              | Ascoli            |
| Filottranese |                       | Filottrano            | 70 km²     | Macerata           | Ancona            |
| Lauretano    |                       | Loreto                | 18 km²     | Macerata           | Ancona            |
| Senigalliese |                       | Castel Colonna        | 154 km²    | Urbino e Pesaro    | Ancona            |
| Senigalliese | Monterado             |                       | 154 km²    | Urbino e Pesaro    | Ancona            |
| Senigalliese | Ripe                  |                       | 154 km²    | Urbino e Pesaro    | Ancona            |
| Senigalliese | Senigallia            |                       | 154 km²    | Urbino e Pesaro    | Ancona            |

## 1927
Nonostante le vaste riforme amministrative del ventennio fascista, il territorio marchigiano subì poche variazioni, tra cui l'abolizione delle sottoprefetture che spazzò via l'ultimo residuo delle antiche province di Camerino e di Fermo. Inoltre, nel 1927 il comune di Visso venne assegnato alla provincia di Perugia, ma nel 1929 tornò a quella di Macerata.

## 2004
La soppressione della provincia di Fermo diede luogo a una lunga questione politica, sfociata anche in tensioni fra la popolazione negli anni immediatamente successivi alla formazione dello Stato italiano. Soltanto nel 2004 i parlamentari fermani riuscirono a ottenere la ricostituzione dell'ente soppresso unitamente alle nuove province di Monza e Brianza e di Barletta-Andria-Trani. Le province marchigiane divennero pertanto cinque.

## 2009
Nell'anno dell'entrata in funzione effettiva della nuova provincia di Fermo, stabilita in coincidenza delle prime elezioni (6 e 7 giugno 2009), si è verificata in agosto un'altra importante variazione, questa volta territoriale. Le Marche hanno ceduto infatti all'Emilia-Romagna l'Alta Valmarecchia, secondo la volontà popolare espressa con referendum dagli abitanti dei comuni interessati. La consultazione si è svolta nei sette comuni il 17 e 18 dicembre 2006 e ha visto l'affermazione del sì (56,13% degli aventi diritto e 83,91% dei votanti).
| Territorio        | Comune             | Comune      | Superficie | Dalla regione            | Alla regione            |
| ----------------- | ------------------ | ----------- | ---------- | ------------------------ | ----------------------- |
| Alta Valmarecchia |                    | Casteldelci | 328 km²    | Marche (Pesaro e Urbino) | Emilia-Romagna (Rimini) |
| Alta Valmarecchia | Maiolo             |             | 328 km²    | Marche (Pesaro e Urbino) | Emilia-Romagna (Rimini) |
| Alta Valmarecchia | Novafeltria        |             | 328 km²    | Marche (Pesaro e Urbino) | Emilia-Romagna (Rimini) |
| Alta Valmarecchia | Pennabilli         |             | 328 km²    | Marche (Pesaro e Urbino) | Emilia-Romagna (Rimini) |
| Alta Valmarecchia | San Leo            |             | 328 km²    | Marche (Pesaro e Urbino) | Emilia-Romagna (Rimini) |
| Alta Valmarecchia | Sant'Agata Feltria |             | 328 km²    | Marche (Pesaro e Urbino) | Emilia-Romagna (Rimini) |
| Alta Valmarecchia | Talamello          |             | 328 km²    | Marche (Pesaro e Urbino) | Emilia-Romagna (Rimini) |

Quello dell'Alta Valmarecchia è il primo caso – seguito il 16 dicembre 2017 dal caso del comune di Sappada (UD) – di distacco-aggregazione di comuni fra due regioni nella storia dell'Italia repubblicana, in attuazione del dettato dell'art. 132 della Costituzione. La variazione ha interessato un'area di 328 km² nella quale vivevano all'epoca 18 160 abitanti. La norma è entrata in vigore il 15 agosto 2009. Il processo di transizione dei sette comuni verso l'Emilia-Romagna è iniziato con la nomina di un commissario governativo incaricato di sovrintendere al passaggio delle competenze fra le province di Pesaro e Urbino e di Rimini. Le Marche hanno proposto ricorso alla Corte costituzionale il 13 ottobre 2009, ritenendo che il parlamento avesse indebitamente ignorato il parere negativo della regione; nel luglio 2010 la Corte si è pronunciata sul ricorso giudicandolo infondato, e confermando così il distacco-aggregazione della valle.

## 2014
Al 1º gennaio 2014 sono divenute operative le seguenti variazioni amministrative. Non vi sono state invece variazioni territoriali.
In provincia di Ancona:
- Castel Colonna, Monterado e Ripe si sono fusi nel nuovo comune di Trecastelli

In provincia di Pesaro e Urbino:
- Colbordolo e Sant'Angelo in Lizzola si sono fusi nel nuovo comune di Vallefoglia

## 2017
Al 1º gennaio 2017 sono divenute operative le seguenti variazioni amministrative. Non vi sono state invece variazioni territoriali.
In provincia di Macerata:
- Acquacanina è stato incorporato nel comune di Fiastra ed è divenuta sua frazione
- Fiordimonte e Pievebovigliana si sono fusi nel nuovo comune di Valfornace

In provincia di Pesaro e Urbino:
- Barchi, Orciano di Pesaro, Piagge e San Giorgio di Pesaro si sono fusi nel nuovo comune di Terre Roveresche
- Montemaggiore al Metauro, Saltara e Serrungarina si sono fusi nel nuovo comune di Colli al Metauro

## 2019
Al 1º gennaio 2019 è avvenuta la fusione dei comuni di Sassocorvaro e Auditore nel nuovo comune di Sassocorvaro Auditore, in provincia di Pesaro e Urbino. Non vi sono state variazioni territoriali.

## 2020
Al 1º luglio 2020 è divenuta operativa la seguente variazione amministrativa. Non vi sono state invece variazioni territoriali.
In provincia di Pesaro e Urbino:
- Monteciccardo è stato incorporato nel comune di Pesaro ed è divenuta sua frazione.

## 2021
Il 17 giugno 2021 è avvenuto il distacco dalla regione Marche e l'aggregazione alla regione Emilia-Romagna dei comuni di Montecopiolo e Sassofeltrio, in seguito a un referendum.
| Comune | Comune       | Superficie | Dalla regione            | Alla regione            |
| ------ | ------------ | ---------- | ------------------------ | ----------------------- |
|        | Montecopiolo | 57 km²     | Marche (Pesaro e Urbino) | Emilia-Romagna (Rimini) |
|        | Sassofeltrio | 57 km²     | Marche (Pesaro e Urbino) | Emilia-Romagna (Rimini) |

Il 24 e 25 giugno 2007 nei comuni interessati di Montecopiolo e Sassofeltrio, si tenne un referendum volto a consultare la popolazione sul distacco dei comuni dalla regione Marche e la contestuale aggregazione alla regione Emilia-Romagna, nell'ambito della provincia di Rimini, ai sensi dell'art. 132 della Costituzione.
A Montecopiolo si recarono alle urne 793 cittadini (70,55%) dei 1 124 aventi diritto; in 651 votarono per il sì (57,92% degli aventi diritto; 82,09% dei votanti). A Sassofeltrio si recarono alle urne 739 cittadini (58,05%) dei 1 273 aventi diritto; in 645 votarono per il sì (50,67% degli aventi diritto; 87,28% dei votanti). L'esito referendario venne approvato a norma dell'art. 45 della legge n. 352 del 25 maggio 1970 e fu regolarmente pubblicato in Gazzetta ufficiale.
L'art. 132 della Costituzione, che regola il distacco-aggregazione di comuni da una regione a un'altra, prevede inoltre che sia raccolto il parere dei consigli regionali interessati. Dopo la delibera unanime del consiglio provinciale di Rimini a favore della richiesta dei cittadini di Montecopiolo e Sassofeltrio, l'8 luglio 2008 fu la I commissione bilancio e affari istituzionali della regione Emilia-Romagna ad approvare la richiesta di parere favorevole avanzata da alcuni consiglieri. Il 17 aprile 2012 giunse anche il consenso del consiglio regionale dell'Emilia-Romagna. Invece la regione Marche, nonostante ripetutamente interpellata dalla commissione affari costituzionali della Camera tra il 2014 e il 2015, si riservò di non dare il proprio parere. L'iter legis continuò nonostante il mancato parere della regione Marche.
Il disegno di legge di distacco-aggregazione dei due comuni è stato approvato alla Camera il 12 marzo 2019. Un mese dopo, il 16 aprile 2019, il consiglio regionale delle Marche ha emesso il proprio parere contrario.
Dopo 14 anni dal referendum, il 25 maggio 2021 il disegno di legge di distacco-aggregazione è stato approvato definitivamente al Senato. Secondo l'art. 3 della legge 28 maggio 2021 n. 84, il distaccamento dei comuni di Montecopiolo e Sassofeltrio dalla provincia di Pesaro e Urbino, nella regione Marche, e la contestuale aggregazione alla provincia di Rimini, nella regione Emilia-Romagna, sono avvenuti il 17 giugno 2021, giorno successivo a quello di pubblicazione della legge in Gazzetta ufficiale.

## Variazioni di superficie
Di seguito sono indicate in km² le variazioni di superficie della regione e delle province.
| Provincia       | 1852   | 1860  | 2009  | 2021  |
| --------------- | ------ | ----- | ----- | ----- |
| Ancona          | 1 204  | 1 940 | 1 940 | 1 940 |
| Ascoli Piceno   | 1 208  | 2 088 | 1 228 | 1 228 |
| Camerino        | 834    | 0     | 0     | 0     |
| Fermo           | 880    | 0     | 860   | 860   |
| Macerata        | 2 296  | 2 774 | 2 774 | 2 774 |
| Pesaro e Urbino | 3 677  | 2 892 | 2 564 | 2 507 |
| Marche          | 10 099 | 9 694 | 9 366 | 9 309 |

## Proposte di distacco-aggregazione
Istanze analoghe a quelle dell'Alta Valmarecchia e dei comuni limitrofi di Montecopiolo, Sassofeltrio si sono manifestate a Mercatino Conca e a Monte Grimano Terme, dove si sono svolti i referendum previsti dalla Costituzione ma la consultazione è stata respinta per mancato raggiungimento del quorum. Si registrano anche spinte di segno opposto, soprattutto dal 2010, verso la provincia di Ascoli Piceno. Interessati al distacco-aggregazione si sono mostrati in questo caso i comuni di Amatrice e Accumoli (Lazio), e un movimento di cittadini della Val Vibrata (Alba Adriatica, Ancarano, Civitella del Tronto, Colonnella, Controguerra, Corropoli, Martinsicuro, Nereto, Sant'Omero, Torano Nuovo, Tortoreto, Sant'Egidio alla Vibrata) e di Valle Castellana (Abruzzo).